# Mužinac
Mužinac (cyr. Мужинац) – wieś w Serbii, w okręgu zajeczarskim, w gminie Sokobanja. W 2011 roku liczyła 348 mieszkańców.